# Riffelwandspitzen
Les Riffelwandspitzen sont deux montagnes adjacentes dans le massif alpin du Wetterstein, en Allemagne. Le sommet de la Große Riffelwandspitze culmine à 2 626 m d'altitude, le sommet de la Kleine Riffelwandspitze à 2 543 m.

## Géographie
La Große et la Kleine Riffelwandspitze sont les deux sommets les plus importants de la courte crête de Riffelwand, qui s'étend au nord-est de la Zugspitze en direction de la crête du Waxenstein.
La face sud tombe à pic dans le Höllentalkar, le face nord tombe à pic dans le Riffelriss au-dessus de l'Eibsee. Une crête s'étend de la Große Riffelwandspitze en direction sud-ouest jusqu'à la Zugspitze. Depuis la Kleine Riffelwandspitze, la crête du Riffelwand se connecte à la crête du Waxenstein par le Riffeltorkopf. Une crête latérale s'étend jusqu'à l'Östlichen Riffelkopf, dont la face orientale tombe verticalement dans le Höllental.

## Ascension
La base la plus favorable pour une ascension par la face sud est la Höllentalangerhütte (1 381 m). Les itinéraires du côté nord sont plus accessibles depuis l'Eibsee ou par la gare Riffelriss du chemin de fer de la Zugspitze.
L'itinéraire le plus facile vers la Kleine Riffelwandspitze part de la Riffelscharte et du Riffeltorkopf par des rochers et des ravins escarpés jusqu'au sommet avec une cotation de 1.
La Große Riffelwandspitze est escaladée pour la première fois le 2 août 1886 par la crête orientale par Franz Resch et Clement Sam. Ils réussissent ensuite la première traversée de crête reliant le sommet à la Zugspitze. L'itinéraire a une cotation de 4 et fut longtemps considéré comme le plus difficile et le plus dangereux des montagnes du Wetterstein. Les autres itinéraires ont des cotations de 3 à 6. Toutes les ascensions ne peuvent être maîtrisées que par des alpinistes expérimentés.